# Experiment (budova)
Experiment je lidový název pro první desetipatrový panelový dům v Českých Budějovicích, postavený mezi lety 1959–1961 na Lineckém předměstí. Název je odvozen od celostátní experimentální výstavby panelových domů a rozšíření tohoto typu bydlení.

## Historie
V návaznosti na zvyšující se industrializaci měst v 50. letech 20. století a rostoucí počet obyvatel, vzrostla také poptávka po bydlení. V reakci na tuto skutečnost bylo po vzoru blokových panelových domů stavěných po celé Evropě rozhodnuto o zahájení experimentální výstavby panelových domů také v Československu. Soubor bytových domů na rohu ulic Lidické a Mánesovy původně jen pracovně nazývaný Experiment byl první z plánovaného Sídliště Lidická, kvůli jehož výstavbě byla zbořena značná část historických domů na Lineckém předměstí. V místech pozdější výstavby domu Experiment stál do roku 1958 děkanský dvůr a autodílna z roku 1938.
Název Experiment se vžil pouze pro nejstarší z domů, nicméně celý komplex zahrnuje další dva domy a přilehlou samoobsluhu. Pro vedlejší menší panelový dům, který je kolmý na Experiment, se užíval název Expo, stejně jako pro přilehlou samoobsluhu. Nejmenší dům v ulici Mánesova nesl označení Dalamánek.
Experiment byl stavěn pro tzv. kolektivní bydlení, kdy součástí domu nebylo jen bydlení, ale také další občanské vybavení, jako například restaurace, kavárna, školka, prádelna, uvedená samoobsluha a další. Jednalo se o nový trend v bydlení po vzoru prvního kolektivního domu v Československu.
Výstavba, jež měla za cíl kromě zvýšení úrovně bydlení také vyzkoušet nové technologie a konstrukční postupy, spočívala v rychlé stavbě železobetonového skeletu bez průvlaků a následném vyplnění lícních ploch a vyzdění uvnitř, neboť ještě neexistovaly prefabrikované stavební dílce a bytová jádra. Budova bylo postavena v bruselském stylu a jedná se v tomto ohledu o nejvýznamnější stavbu v jižních Čechách. Zajímavostí budovy jsou také unikátní prefabrikovaná točitá schodiště. Dva přilehlé domy byly již postaveny z montovaného skeletu vyvinutého dříve.
Druhá část experimentu spočívala také v tom, že Experiment byl chodbový dům hotelového charakteru, kdežto vedlejší přilehlý dům byl schodišťový dům s byty s vlastním sociálním zázemím. V hotelovém domě byly umístěny malé byty podél jedné ústřední chodby. Tento typ bydlení byl určen svobodným anebo „manželům s trvalou bezdětností“ a krátkodobě také pro „mladé manžele s možností založení rodiny“. V domě byly pouze jednolůžkové a dvoulůžkové byty. Kromě bytů zde byly naplánovány dvě klubovny a občerstvení s malou jídelnou, ve které bylo zamýšleno mj. i zavedení kolektivního stravování v určený čas. Pokus o hotelové bydlení se však nakonec nezdařil, jelikož byty obsadily rodiny s dětmi, kterým nemohly dostačovat. Ve schodišťovém domě bylo navrženo více druhů bytů, průměrné byty tu byly určeny pro čtyřčlennou rodinu.
I v Experimentu se nakonec od bydlení hotelového typu upustilo a dům po roce 2000 sloužil z velké části jako dům s pečovatelskou službou. V roce 2016 se začalo jednat, o tom, že by část bytů byla předána obyvatelům města ve špatné finanční situaci, například dětem opouštějícím dětský domov. K tomu nakonec nedošlo a dnes se v domě nachází 150 menších bytů obývaných především důchodci. V prostorách bývalé kavárny v přízemí je klub důchodců.